# Mozart Bicalho
Mozart Bicalho (Bom Jesus do Amparo, 16 de dezembro de 1901 — Belo Horizonte, 11 de janeiro de 1986) foi um violonista, compositor e poeta brasileiro. Sua obra apresenta a estética seresteira de sua época e enfatiza gêneros musicais como a valsa e choro. Algumas de suas letras e músicas foram depois oficializadas como hinos de diversos municípios mineiros, como Coronel Fabriciano, Santa Bárbara, Baldim, Dom Joaquim, Santana do Riacho, Serro e Bom Jesus do Amparo, sua terra natal.

## Discografia
- 1929 - Alma de artista / Tuim, tuim
- 1929 - Divagações / Currupacos, papacos
- 1929 - Usca moleque / Festa de Itambé
- 1930 - Dança das pulgas / Reminiscências de Santa Alda
- 1930 - Odeon / Gotas de lágrimas
- 1931 - Toada bonita de Marambá / Cidade
- 1931 - Peba / Meditação
- 1931 - Piau, piau / Evocação
- 1940 - Coração de mãe / Choro sete